# Samnanger
Samnanger este o comună din provincia Hordaland, Norvegia.